# 孔令中
孔令中（1953年10月—），浙江东阳人，1972年12月参加工作，1981年3月加入中国共产党，中共中央党校在职研究生学历。

## 生平
毕业于贵州大学历史系历史专业及中共中央党校中青班。1972年12月参加工作，1981年3月加入中国共产党。曾任贵阳市川剧团乐队演奏员、贵州教育学院教师、贵州教育学院政治处人事组织科副科长、党办主任、院党委委员、机关党总支书记、贵阳医学院党委副书记、纪委书记、党委书记、中共贵州省委高校工委书记、贵州省教育厅厅长、党组书记、贵州省科协副主席。2008年1月任贵州省政协副主席。
2016年4月19日，中纪委通报其涉嫌严重违纪，受到留党察看一年、行政撤职处分，同时降为正厅级非领导职务。